# Tramaced (kommunhuvudort)
Tramaced är en kommunhuvudort i Spanien.   Den ligger i provinsen Provincia de Huesca och regionen Aragonien, i den nordöstra delen av landet, 300 km nordost om huvudstaden Madrid. Tramaced ligger 397 meter över havet och antalet invånare är 116.
Terrängen runt Tramaced är huvudsakligen platt, men den allra närmaste omgivningen är kuperad. Runt Tramaced är det mycket glesbefolkat, med 3 invånare per kvadratkilometer. Närmaste större samhälle är Grañén, 6,9 km sydväst om Tramaced. Trakten runt Tramaced består till största delen av jordbruksmark.